# 마탄의 왕과 바나디스
{{
《마탄의 왕과 바나디스》(魔弾の王と戦姫)는 일본의 라이트 노벨이다. 카와구치 츠카사가 쓰며 요시☆오가 일러스트를 담당했으나, 9권부터는 카타기리 히나타로 대체된다. MF문고 J(미디어 팩토리)에서 2011년 4월 25일부터 발행되어 2017년 11월 25일에 18권으로 완결되었다. 대한민국에서는 익스트림 노벨(학산문화사)에서 2012년 4월 10일부터 발행되어 2020년 6월 10일에 발매된 18권으로 완결되었다. 또한 같은 미디어 팩토리 계열의 잡지 월간 코믹 플래퍼에서 2011년 11월호부터 2016년 9월호까지 연재 및 발매되었고 국내에서도 2014년 3월 12일에 1권이 발행되었다. 현재 MF문고 J의 인기작으로 자리매김 했으며, 2017년 12월 현재 누계발행부수 230만부 이상을 돌파했다. 2013년 7월 28일, MF문고J 여름의 학원제 2013 트위터와 MF문고J 블로그를 통해서 애니메이션 제작 결정이 발표되었고, 애니메이션은 2014년 10월 4일부터 방영을 시작해서 2014년 12월 27일 총 13화로 종영되었다.

## 줄거리
용에게 부여받은 엄청난 무기를 휘두르며 전장을 내달리는 아름다운 소녀들 '바나디스'. 왕의 밑에 일곱 명 있는 바나디스는 일곱개의 공국을 다스리며, '지스터트의 일곱 공녀'라는 이름으로 이웃나라들의 두려움을 사고 있었다. 브륀 왕국의 소귀족인 소년 티글은 어느 전쟁에 끌려 나갔다가 바나디스의 일원인 어떤 소녀와 만나게 된다. 은색 머리칼에 붉은 눈동자, 환상적인 아름다움과 다른 이를 능가하는 위용을 갖춘 소녀, '은섬의 바람' 에렌. 적의 총대장인 에렌을 없애려고 한 티글이지만, 그녀의 엄청난 검술 앞에 실패한다. 하지만 그녀는 티글의 활 실력에 반했다면서 "너는 내 것이다" 라고 선언하는데...?!

## 등장인물

### 주요 인물

#### 주인공
티글블무드 보른
성우: 이시카와 카이토 / 조엘 맥도널드(북미판)
브륀 왕국 알자스의 영주로 작위는 백작. 활의 명수로 검은 활의 소유자. 애칭은 티글. 은의 유성군의 총사령관으로 오르메아 회전에서 무오지넬 왕국의 침입을 저지한 후 시브라슈(유성락자,유성마저도 맞혀 떨어뜨리는 자)라는 별명을 얻게 된다. 또한 브륀 내의 두 귀족의 반란을 제압하여 왕 팔롱에게 월광의 기사(류미엘)라는 칭호를 얻는다.

#### 지스터트의 일곱 공녀 <바나디스>
엘레오놀라 빌타리아
성우: 토마츠 하루카 / 케이틀린 글래스(북미판)
지스터트의 일곱 공녀 <바나디스> 중 한명으로 용구 아리팔의 소유자. 별명은 은섬의 바람 혹은 검의 무희. 애칭은 에렌.
류드밀라 루리에
성우: 이세 마리야 / 제이드 색스턴(북미판)
지스터트의 일곱 공녀 <바나디스> 중 한명으로 용구 라비아스의 소유자. 별명은 동련의 눈. 애칭은 미라.
소피야 오베르타스
성우: 카야노 아이 / 모건 개릿(북미판)
지스터트의 일곱 공녀 <바나디스> 중 한명. 용구 자트의 소유자. 별명은 광화의 빛. 애칭은 소피.
알렉산드라 아르샤빈
성우: 코마츠 미카코 / 칼리 모저(북미판)
지스터트의 일곱 공녀 <바나디스> 중 한명. 용구 발그렌의 소유자. 별명은 황염의 아지랑이 혹은 검의 무희. 애칭은 사샤.
엘리자베타 포미나
성우: 코바야시 유우 / 로런 랜다(북미판)
지스터트의 일곱 공녀 <바나디스> 중 한명. 용구 바리짜이프의 소유자. 별명은 뇌와의 섬광 혹은 이채홍동. 애칭은 리자.
발렌티나 그링카 에스테스
성우: 하라다 히토미 / 모니카 리얼(북미판)
지스터트의 일곱 공녀 <바나디스> 중 한명. 용구 에잔디스의 소유자. 별명은 허영의 환영.
올가 탐
지스터트의 일곱 공녀 <바나디스> 중 한명. 용구 무마의 소유자. 별명은 나굉의 달.

### 브륀 왕국

#### 알자스 관련
티타
성우: 우에사카 스미레 / 티아 밸러드(북미판)
티글을 섬기는 시녀.
베르트랑
성우: 스고 타카유키 / 마크 스토더드(북미판)
티글을 섬기는 노인.
울스 보른
고인이 된 티글의 아버지.
마스허스 로던트
성우: 이이지마 하지메 / 존 스웨이지(북미판)
울스의 친구.
유그 오제
티글에게 협력하는 노귀족.
제랄 오제
유그 오제의 아들.
에밀
페르슈 기사단의 단장.
샤이에
류테스 기사단의 단장.
오귀스트
칼바도스 기사단의 단장.

#### 공작 가문 관련
테나르디에 공작
성우: 마츠모토 다이 / R. 브루스 엘리엇(북미판)
브륀 왕국의 최고 권력자 중 한명.
가늘롱 공작
브륀 왕국의 최고 권력자 중 한명. 잔인한 성격의 소유자.
자이앙 테나르디에
성우: 키무라 료헤이
테나르디에 공작의 장남. 비겁하고 거만한 성격.
스티드
테나르디에 공작의 측근.
글레어스트 후작
가늘롱 공작 휘하의 귀족. 잔인한 성격의 소유자.

#### 왕족 관련
국왕 팔롱
브륀 왕국의 국왕으로 레그나스 왕자의 아버지. 브륀의 내란을 제압한 젊은 영웅 티글에게 월광의 기사 칭호를 내린다.
레그나스 왕자
브륀 왕국의 왕자로 디난트 전투에 참전하지만, 전사한다. 하지만..
(주의! 스포가 있습니다!)
사실은 레긴 왕녀로, 레긴의 친모가 딸을 낳은 것 때문에 멸시를 당하는 것을 우려한 국왕 팔롱에 의해 왕자로 길러진다. 티글에게 호의를 품고 있다.
보두앵
브륀 왕국의 재상.

#### 나바르 기사단 관련
롤랑
성우: 토치 히로키 / 빅 미뇨나(북미판)
나바르 기사단의 단장. 흑기사라 불리는 브륀 왕국 최고의 기사로, 13세의 나이로 기사가 되어 국왕 팔롱으로부터 뒤랑달을 하사받았다.
올리비에
나바르 기사단의 부단장.

### 지스터트 왕국
리무아리샤
성우: 이구치 유카 / 앨릭스 무어(북미판)
에렌의 부관. 애칭은 리무. 곰인형을 모으는 취미가 있다.
루릭
성우: 오키츠 카즈유키 / 리코 퍼자도(북미판)
에렌을 섬기는 기사.
루니에
에렌이 기르는 새끼용.
빅토르
현 지스터트의 왕.

### 무오지넬 왕국
클레이슈 샤힌 바라미르
브륀 왕국을 침공한 무오지넬 군의 총지휘관. 무오지넬 국왕의 동생으로 발바로사 (붉은 수염)이라는 별명을 가졌다.

### 아스발 왕국
탈라드 그람
저메인 왕자 휘하의 유능한 장군.
바일드 루드라
탈라드의 부하.
사이먼
용병 부대 대장.
저메인 왕자
아스발 왕국의 제1왕자. 난폭하고 오만한 성격의 소유자.
엘리엇 왕자
아스발 왕국의 제2왕자.
귀네비어 왕녀
아스발 왕국의 제1왕녀.

### 기타
드레카박
테나르디에 공작 가문을 섬기는 마법사.
보댜노이
드레카박과 행동을 함께 하는 수수께끼의 마물.
토발란
티글과 올가가 아스발 내란에서 싸웠던 마물.

## 용어

### 국가 및 지명
브륀 왕국
귀족제도를 중심으로 한 왕국. 활을 천시하는 경향이 있다. 수도는 니스.
알자스
브륀 왕국 북부 변방의 산골이며 티글의 영지.
지스터트 왕국
흑룡의 화신이라 불린 초대 지스터트 왕이 자신을 따르는 일곱 부족들과 함께 건국한 나라. 왕을 중심으로 왕을 섬기는 일곱 공녀 <바나디스>가 존재한다. 수도는 시레지아.
라이트메리츠
에렌이 다스리는 영지.
올뮤츠
류드밀라가 다스리는 영지.
폴레시아
소피야가 다스리는 영지.
레그니차
사샤가 다스리는 영지.
루브슈
엘리자베타가 다스리는 영지.
오스테로데
발렌티나가 다스리는 영지.
브레스트
올가가 다스리는 영지.
무오지넬 왕국
브륀 왕국과 지스터트 왕국의 남쪽에 국경을 접하고 있는 왕국. 노예제도가 존재한다.
작슈타인 왕국
브륀 왕국의 서남쪽에 국경을 접하고 있는 국가.
아스발 왕국
브륀 왕국의 서북쪽에 국경을 접하고 있는 국가.

### 무기
용구
바나디스들이 가지고 있는 무기. 총 일곱 종류가 존재한다. 주인을 직접 선택하는 것이 가능.
아리팔
에렌이 소유한 항마의 참휘라는 이명을 지닌 검. 바람을 조종하는 힘이 있다.
라비아스
류드밀라가 소유한 파사의 천각이라는 이명을 지닌 창. 얼음을 조종하는 힘이 있다.
자트
소피야가 소유한 퇴마의 불갑이라는 이명을 지닌 지팡이. 빛을 조종하는 힘이 있다.
발그렌
알렉산드라(사샤)가 소유한 토귀의 쌍인이라는 이명을 지닌 쌍검. 불을 조종하는 힘이 있다.
바리짜이프
엘리자베타가 소유한 쇄화의 섬정이라는 이명을 지닌 채찍. 벼락을 조종하는 힘이 있다.
에잔디스
발렌티나가 소유한 봉요의 열공이라는 이명을 지닌 거대한 낫. 언제 어디서나 사용자가 순간 이동을 가능하게 하는 힘이 있다.
무마
올가가 소유한 붕주의 현무라는 이명을 지닌 도끼. 자유자재한 크기 조절과 엄청난 파괴력을 가능케 하는 힘이 있다.
뒤랑달
브륀 왕국에 대대로 전해내려오는 보검. 롤랑이 소유하고 있다.
검은 활
보른 가문에 전해져 내려오는 검은 색의 신비한 활. 바나디스들의 용구와 공명하여 엄청난 힘을 낼 수 있다.

### 신화・전승
지스터트의 일곱 공녀 <바나디스>
초대 지스터트 왕이 자신의 일곱 명의 아내들에게 용구와 영지를 하사한 후 부른 호칭. 그 후 대대로 용구에 의해 선택된 일곱 명의 소녀들이 영지를 물려받고 지스터트의 일곱 공녀 <바나디스>라 불리고 있다.
티르 나 파
브륀과 지스터트에서 섬기는 열 명의 주신들 중 한명으로, 밤과 어둠과 죽음의 여신. 티글의 검은 활과 관련이 있는 듯.
에리스
브륀과 지스터트에서 섬기는 열 명의 주신들 중 한명. 폭풍과 바람의 여신. 티글이 활을 쏘기 전에 이 신에게 자주 기원한다.

### 기타
나바르 기사단
롤랑이 지휘하는 브륀 왕국 최고의 기사단. 브륀 왕국 서쪽을 수비하면서 작슈타인과 아스발의 침입을 막아내고 있다.
은의 유성군
티글과 에렌이 지휘하는 브륀과 지스터트의 혼성군. 에렌이 명명.

## 단행본
1부
- 마탄의 왕과 바나디스 01
  - 일본 : 2011년 4월 25일 발매 / ISBN 978-4-8401-3857-4
  - 대한민국 : 2012년 4월 10일 발매 / ISBN 978-89-258-8339-7
- 마탄의 왕과 바나디스 02
  - 일본 : 2011년 8월 25일 발매 / ISBN 978-4-8401-3970-0
  - 대한민국 : 2012년 6월 8일 발매 / ISBN 978-89-258-8341-0
- 마탄의 왕과 바나디스 03
  - 일본 : 2011년 12월 22일 발매 / ISBN 978-4-8401-4339-4
  - 대한민국 : 2012년 9월 7일 발매 / ISBN 978-89-258-8342-7
- 마탄의 왕과 바나디스 04
  - 일본 : 2012년 4월 25일 발매 / ISBN 978-4-8401-4553-4
  - 대한민국 : 2013년 2월 7일 발매 / ISBN 978-89-258-9198-9
- 마탄의 왕과 바나디스 05[5]
  - 일본 : 2012년 8월 24일 발매 / ISBN 978-4-8401-4685-2
  - 대한민국 : 2013년 7월 5일 발매 / ISBN 978-89-683-1118-5

2부
- 마탄의 왕과 바나디스 06[6]
  - 일본 : 2013년 1월 25일 발매 / ISBN 978-4-8401-4962-4
  - 대한민국 : 2013년 10월 8일 발매 / ISBN 978-89-683-1766-8
- 마탄의 왕과 바나디스 07
  - 일본 : 2013년 7월 25일 발매[7] / ISBN 978-4-8401-5187-0
  - 대한민국 : 2014년 1월 8일 발매 / ISBN 979-1-1559-7217-5
- 마탄의 왕과 바나디스 08
  - 일본 : 2014년 1월 24일 발매[8] / ISBN 978-4-04-066154-4
  - 대한민국 : 2014년 10월 14일 발매[9] / ISBN 979-1-1559-7876-4
- 마탄의 왕과 바나디스 09
  - 일본 : 2014년 5월 23일 발매 / ISBN 978-4-04-066749-2
  - 대한민국 : 2014년 10월 14일 발매 / ISBN 979-1-1559-7877-1
- 마탄의 왕과 바나디스 10
  - 일본 : 2014년 10월 24일 발매 / ISBN 978-4-04-067124-6
  - 대한민국 : 2015년 9월 8일 발매 / ISBN 979-1-1256-4001-1

3부
- 마탄의 왕과 바나디스 11
  - 일본 : 2015년 3월 25일 발매 / ISBN 978-4-04-067477-3
  - 대한민국 : 2016년 1월 8일 발매 / ISBN 979-1-1256-4002-8
- 마탄의 왕과 바나디스 12
  - 일본 : 2015년 7월 24일 발매 / ISBN 978-4-04-067720-0
  - 대한민국 : 2016년 9월 9일 발매 / ISBN 979-1-1256-6485-7
- 마탄의 왕과 바나디스 13
  - 일본 : 2015년 11월 25일 발매 / ISBN 978-4-04-067958-7
  - 대한민국 : 2016년 11월 8일 발매 / ISBN 979-1-1256-6991-3
- 마탄의 왕과 바나디스 14
  - 일본 : 2016년 3월 25일 발매 / ISBN 978-4-04-068180-1
  - 대한민국 : 2017년 5월 12일 발매 / ISBN 979-1-1256-8066-6
- 마탄의 왕과 바나디스 15
  - 일본 : 2016년 8월 25일 발매 / ISBN 978-4-04-068601-1
  - 대한민국 : 2018년 5월 11일 발매 / ISBN 979-1-1256-9988-0
- 마탄의 왕과 바나디스 16
  - 일본 : 2017년 1월 25일 발매 / ISBN 978-4-04-069014-8
  - 대한민국 : 2018년 10월 11일 발매 / ISBN 979-1-1633-0927-7
- 마탄의 왕과 바나디스 17
  - 일본 : 2017년 7월 25일 발매 / ISBN 978-4-04-069348-4
  - 대한민국 : 2019년 9월 10일 발매 / ISBN 979-1-1348-0035-2
- 마탄의 왕과 바나디스 18
  - 일본 : 2017년 11월 25일 발매 / ISBN 978-4-04-069455-9
  - 대한민국 : 2020년 6월 10일 발매 / ISBN 979-1-1348-0036-9
- 마탄의 왕과 바나디스 카타기리 히나타 화집
  - 일본 : 2017년 11월 25일 발매 / ISBN 978-4-04-069456-6

## 미디어 믹스

### 만화
마탄의 왕과 바나디스 코믹스
- 마탄의 왕과 바나디스 01
  - 일본 : 2012년 4월 23일 발매 / ISBN 978-4-8401-4457-5
  - 대한민국 : 2014년 3월 12일 발매 / ISBN 978-8-9683-1006-5
- 마탄의 왕과 바나디스 02
  - 일본 : 2013년 1월 23일 발매 / ISBN 978-4-8401-4789-7
  - 대한민국 : 2014년 5월 21일 발매 / ISBN 978-8-9683-1165-9
- 마탄의 왕과 바나디스 03
  - 일본 : 2013년 3월 23일 발매 / ISBN 978-4-8401-5035-4
  - 대한민국 : 2014년 7월 11일 발매 / ISBN 978-8-9683-1296-0
- 마탄의 왕과 바나디스 04
  - 일본 : 2013년 10월 23일 발매 / ISBN 978-4-0406-6023-3
  - 대한민국 : 2015년 1월 7일 발매 / ISBN 979-1-1256-0081-7
- 마탄의 왕과 바나디스 05
  - 일본 : 2014년 4월 23일 발매 / ISBN 978-4-04-066545-0
  - 대한민국 : 2015년 12월 29일 발매 / ISBN 979-1-1256-0218-7
- 마탄의 왕과 바나디스 06
  - 일본 : 2014년 10월 23일 발매 / ISBN 978-4-04-066880-2
  - 대한민국 : 2016년 8월 24일 발매 / ISBN 979-1-1256-0429-7
- 마탄의 왕과 바나디스 07
  - 일본 : 2015년 3월 23일 발매 / ISBN 978-4-04-067295-3
  - 대한민국 : 2017년 5월 18일 발매 / ISBN 979-1-1256-3934-3
- 마탄의 왕과 바나디스 08
  - 일본 : 2015년 9월 19일 발매 / ISBN 978-4-04-067810-8
  - 대한민국 : 2017년 7월 26일 발매 / ISBN 979-1-1256-7994-3
- 마탄의 왕과 바나디스 09
  - 일본 : 2016년 3월 23일 발매 / ISBN 978-4-04-068225-9
  - 대한민국 : 2017년 12월 27일 발매 / ISBN 979-1-1256-9319-2
- 마탄의 왕과 바나디스 10
  - 일본 : 2016년 9월 23일 발매 / ISBN 978-4-04-068536-6
  - 대한민국 : 2018년 7월 27일 발매 / ISBN 979-1-1256-9955-2

마탄의 왕과 바나디스 앤솔로지 코믹스
- 마탄의 왕과 바나디스 앤솔로지
  - 일본 : 2014년 10월 23일 발매 / ISBN 978-4-0406-6881-9

### TV 애니메이션

#### 방영 목록
| 화수   | 제목                                             | 방영일           |
| ------ | ------------------------------------------------ | ---------------- |
| 제1화  | 전장의 풍희 戦場の風姫                           | 2014년 10월 4일  |
| 제2화  | 귀환 帰還                                        | 2014년 10월 11일 |
| 제3화  | 되살아난 마탄 甦る魔弾                           | 2014년 10월 18일 |
| 제4화  | 동련의 설희, 미체리아 凍漣の雪姫（ミーチェリア） | 2014년 10월 25일 |
| 제5화  | 타트라 산 공략전 タトラ山攻略戦                  | 2014년 11월 1일  |
| 제6화  | 흑기사 黒騎士                                    | 2014년 11월 8일  |
| 제7화  | 지키기 위해 守るために                           | 2014년 11월 15일 |
| 제8화  | 2천 대 2만 二千対二万                            | 2014년 11월 22일 |
| 제9화  | 뇌와와 황염 雷渦と煌炎                           | 2014년 11월 29일 |
| 제10화 | 오르메아 회전 オルメア会戦                       | 2014년 12월 6일  |
| 제11화 | 두 전희 戦姫二人                                 | 2014년 12월 13일 |
| 제12화 | 지하 성전 상그로엘 聖窟宮（サングロエル）        | 2014년 12월 20일 |
| 제13화 | 넓어지는 세계 広がる世界                         | 2014년 12월 27일 |

#### 주제가
오프닝 테마 '은섬의 바람'(銀閃の風)
노래 - 스즈키 코노미
엔딩 테마 'Schwarzer Bogen'
노래 - 하라다 히토미
1-9화, 11-13화 수록
엔딩 테마 '용성진혼가'(竜星鎮魂歌)
노래 - 스즈키 코노미
10화 수록

#### BD/DVD
| 권수 | 발매일           | 수록 화     | 규격 품번 | 규격 품번 |
| 권수 | 발매일           | 수록 화     | BD        | DVD       |
| ---- | ---------------- | ----------- | --------- | --------- |
| 1    | 2014년 12월 24일 | 제1 - 3화   | ZMXZ-9751 | ZMBZ-9761 |
| 2    | 2015년 1월 28일  | 제4 - 5화   | ZMXZ-9752 | ZMBZ-9762 |
| 3    | 2015년 2월 25일  | 제6 - 7화   | ZMXZ-9753 | ZMBZ-9763 |
| 4    | 2015년 3월 25일  | 제8 - 9화   | ZMXZ-9754 | ZMBZ-9764 |
| 5    | 2015년 4월 24일  | 제10 - 11화 | ZMXZ-9755 | ZMBZ-9765 |
| 6    | 2015년 5월 27일  | 제12 - 13화 | ZMXZ-9756 | ZMBZ-9766 |

#### WEB 애니메이션
티글군과 바나디츄 (ティグルくんとヴァナディーちゅ)
2014년 10월 3일에 제0화가 공개되었고, 2014년 10월 10일부터 마탄의 왕과 바나디스 애니메이션 공식사이트에서 공개되고 있는 2분 30초 정도 분량의 미니캐릭터 극장으로, 매주 금요일에 업데이트되며, 2주 동안 공개된다.
| 화수   | 제목                                                           | 공개 기간                           | 출연 캐릭터                                          |
| ------ | -------------------------------------------------------------- | ----------------------------------- | ---------------------------------------------------- |
| 제0화  | 전희와 조우 戦姫とのそーぐー                                   | 2014년 10월 3일 - 2014년 10월 17일  | 티글・에렌・리무                                     |
| 제1화  | 세차게 찔러라! はげしく突け!                                   | 2014년 10월 10일 - 2014년 10월 24일 | 티글・에렌・리무                                     |
| 제2화  | 군것질 전희 買い食いの戦姫                                     | 2014년 10월 17일 - 2014년 10월 31일 | 티글・에렌・리무                                     |
| 제3화  | 각성하는 곰돌이 覚醒めるくまたん                               | 2014년 10월 24일 - 2014년 11월 7일  | 티글・에렌・리무                                     |
| 제4화  | 곰을 좋아하는 한 사람 くま好き一人                             | 2014년 10월 31일 - 2014년 11월 14일 | 티글・리무・티타                                     |
| 제5화  | 귀여운 곰과 부드러운 무언가 可愛いくまとやわらかい何かと       | 2014년 11일 7일 - 2014년 11월 21일  | 티글・에렌・리무・티타                               |
| 제6화  | 따뜻한 무언가와 아름다운 무언가 あたたかな何かときれいな何かと | 2014년 11월 14일 - 2014년 11월 28일 | 티글・에렌・류드밀라・리무                           |
| 제7화  | 천연의 요희 天然の耀姫                                         | 2014년 11월 21일 - 2014년 12월 5일  | 티글・에렌・소피야                                   |
| 제8화  | 빈정 대 대머리 皮肉 対 禿頭                                    | 2014년 11월 28일 - 2014년 12월 12일 | 티글・루릭・제랄                                     |
| 제9화  | 몰래 집결 こっそり集結                                         | 2014년 12월 5일 - 2014년 12월 19일  | 티글・사샤・엘리자베타・리무                         |
| 제10화 | 서서히 밝혀지는 진실 明かされかける真実                        | 2014년 12월 12일 - 2014년 12월 26일 | 류드밀라・리무・티타                                 |
| 제11화 | 밝혀지고만 진실 明かされてしまった真実                         | 2014년 12월 19일 - 2015년 1월 2일   | 티글・에렌・리무・레긴                               |
| 제12화 | 막간 幕間                                                      | 2014년 12월 26일 - 2015년 1월 9일   | 티글・에렌・발렌티나・리무・티타・루릭               |
| 제13화 | 또 하나의 에필로그 もう一つのエピローグ                        | 2015년 1월 6일 - 2015년 1월 20일    | 티글・에렌・류드밀라・소피야・레긴・리무・티타・루릭 |

#### WEB 라디오
티글과 리무의 마탄 라디오 (ティグルとリムの魔弾ラジオ)
2014년 9월 30일부터 HiBiKi Radio Station에서 송신되는 Web 라디오 방송으로, 매주 화요일 업데이트된다. 방송은 성우 이시카와 카이토(티글블무드 보른 역)와 이구치 유카(리무아리샤 역)가 진행한다.

#### 애니메이션 관련서적
- 마탄의 왕과 바나디스 설정자료집
  - 일본 : 2015년 3월 25일 발매 / ISBN 978-4-89-610939-9
- 마탄의 왕과 바나디스 스태프책 '마탄의 책'
  - 일본 : 2015년 3월 25일 발매 / ISBN 978-4-89-610940-5

### 기타

#### 이미지송
うたJ 3번 테마 'Guilty-Arrow'
작사 및 작곡 - 囚人P, 노래 - 아마오토 준카
MF문고J 10주년 기념 이미지송 컴필레이션 앨범 'うたJ' 3번 테마 수록
2012년 7월 29일 발매

#### 소셜 게임
2015년 1월 21일부터 Mobage (DeNA)에서 모바일로 송신되는 TCG 형식의 게임.
2016년 6월 10일 서비스 종료.